# Madreperla (album)
| Recensione | Giudizio |
| ---------- | -------- |
| Newsic     | 7,5/10   |
| Ondarock   | 5/10     |
| Rapologia  | Positivo |
| Rockit     | Positivo |
| Rockol     | 7/10     |

Madreperla è l'ottavo album in studio del rapper italiano Guè, pubblicato il 13 gennaio 2023 dalla Island Records.

## Descrizione
Il disco si compone di dodici brani, interamente prodotti da Bassi Maestro (con un'unica coproduzione di Shablo) che, dopo aver annunciato un suo distacco dalla scena hip hop con il progetto parallelo North of Loreto, ha affermato: «Guè era l'unico a potermi far fare un disco rap oggi. Se non fosse stato per lui non l'avrei mai fatto». Dal punto di vista musicale risulta essere un album prettamente hip hop, con tematiche che ruotano attorno al gangsta rap.
La copertina raffigura il rapper vestito in citazione a Nino Brown, protagonista della pellicola New Jack City, nella Galleria Vittorio Emanuele II di Milano.

## Tracce
Testi di Cosimo Fini, musiche di Davide Bassi, eccetto dove indicato.
1. Prefissi – 3:15
2. Tuta maphia (feat. Paky) – 3:32 (testo: Cosimo Fini, Vincenzo Mattera)
3. Mi hai capito o no? – 2:53 (testo: Cosimo Fini, Daryl Hall, John Oates, Sara Allen – musica: Davide Bassi, Daryl Hall, John Oates, Sara Allen)
4. Cookies n' Cream (feat. Anna e Sfera Ebbasta) – 3:21 (testo: Cosimo Fini, Anna Pepe, Gionata Boschetti)
5. Need U 2nite (feat. Massimo Pericolo) – 2:41 (testo: Cosimo Fini, Alessandro Vanetti, Judie Tzuke, Mike Paxman – musica: Davide Bassi, Judie Tzuke, Mike Paxman)
6. Léon (The Professional) – 2:42
7. Free (feat. Marracash e Rkomi) – 3:10 (testo: Cosimo Fini, Fabio Rizzo, Mirko Martorana – musica: Davide Bassi, Fabio Visocchi)
8. Mollami pt. 2 – 2:35 (testo: Cosimo Fini, Christopher Kenner, Ini Kamoze, Kenton Nic, Salaam Remi – musica: Davide Bassi, Christopher Kenner, Ini Kamoze, Kenton Nic, Salaam Remi)
9. Lontano dai guai (feat. Mahmood) – 3:40 (testo: Cosimo Fini, Alessandro Mahmoud – musica: Davide Bassi, Fabio Visocchi)
10. Chiudi gli occhi – 3:02 (testo: Cosimo Fini, Federico Zampaglione, Domenico Zampaglione, Rosa Luini – musica: Davide Bassi, Pablo Miguel Lombroni Capalbo)
11. Da 1k in su (feat. Benny the Butcher) – 3:25 (testo: Cosimo Fini, Jeremie Pennick)
12. Capa tosta (feat. Napoleone) – 3:13 (testo: Cosimo Fini, Davide Napoleone, Giordano Colombo)

## Classifiche

### Classifiche settimanali
| Classifica (2023) | Posizione massima |
| ----------------- | ----------------- |
| Italia            | 1                 |
| Svizzera          | 3                 |

### Classifiche di fine anno
| Classifica (2023) | Posizione |
| ----------------- | --------- |
| Italia            | 9         |